# Gameloft
Gameloft SA is een Franse computer- en videospelontwikkelaar en uitgever. Het hoofdkantoor is gevestigd in Parijs. Het maakt onderdeel uit van Vivendi.

## Activiteiten
Het bedrijf richt zich vooral op het maken van spellen voor mobiele toestellen waar Java, BREW en Symbian OS op is geïnstalleerd, waaronder ook het N-Gage-platform. 
Gameloft maakt ook spellen voor spelcomputers als PlayStation 3, Nintendo 3DS, PlayStation Portable, Wii, Xbox 360 en andere platformen, zoals iOS, webOS, Android, Windows Phone, Mac OS X en Windows-pc's.
Gameloft is actief in 18 studio's wereldwijd en heeft zo'n 190 spellen ontwikkeld voor smartphones. In 2020 werden dagelijks 1,5 miljoen spellen van Gameloft gedownload met zo'n 8 miljoen spelers. De spellen zijn gratis, maar spelers kunnen extra rechten verkrijgen in ruil voor een betaling en verder zorgen advertenties voor inkomsten voor Gameloft.

## Geschiedenis
Het bedrijf is in 1999 opgericht door de gebroeders Guillemot, die tevens de oprichters en eigenaren van videospelontwikkelaar Ubisoft zijn. In 2010 telde het zo'n 4000 personeelsleden. Gameloft realiseerde een geconsolideerde omzet van US$92 miljoen in 2006, US$140 miljoen in 2007 en US$147 miljoen in 2008.
In oktober 2015 werd bekend dat Vivendi een aandelenbelang van 10,2% in Gameloft had genomen. In februari 2016 breidde vivendi het belang uit naar meer dan 30% en was verplicht ook een bod te doen op alle aandelen. Vanaf juni 2016 had Vivendi een meerderheidsbelang in Gameloft, waarna CEO Michel Guillemot aankondigde op te stappen. In juli 2016 werd de beursnotering van Gameloft beëindigd.